# Anna Maria van Schurman

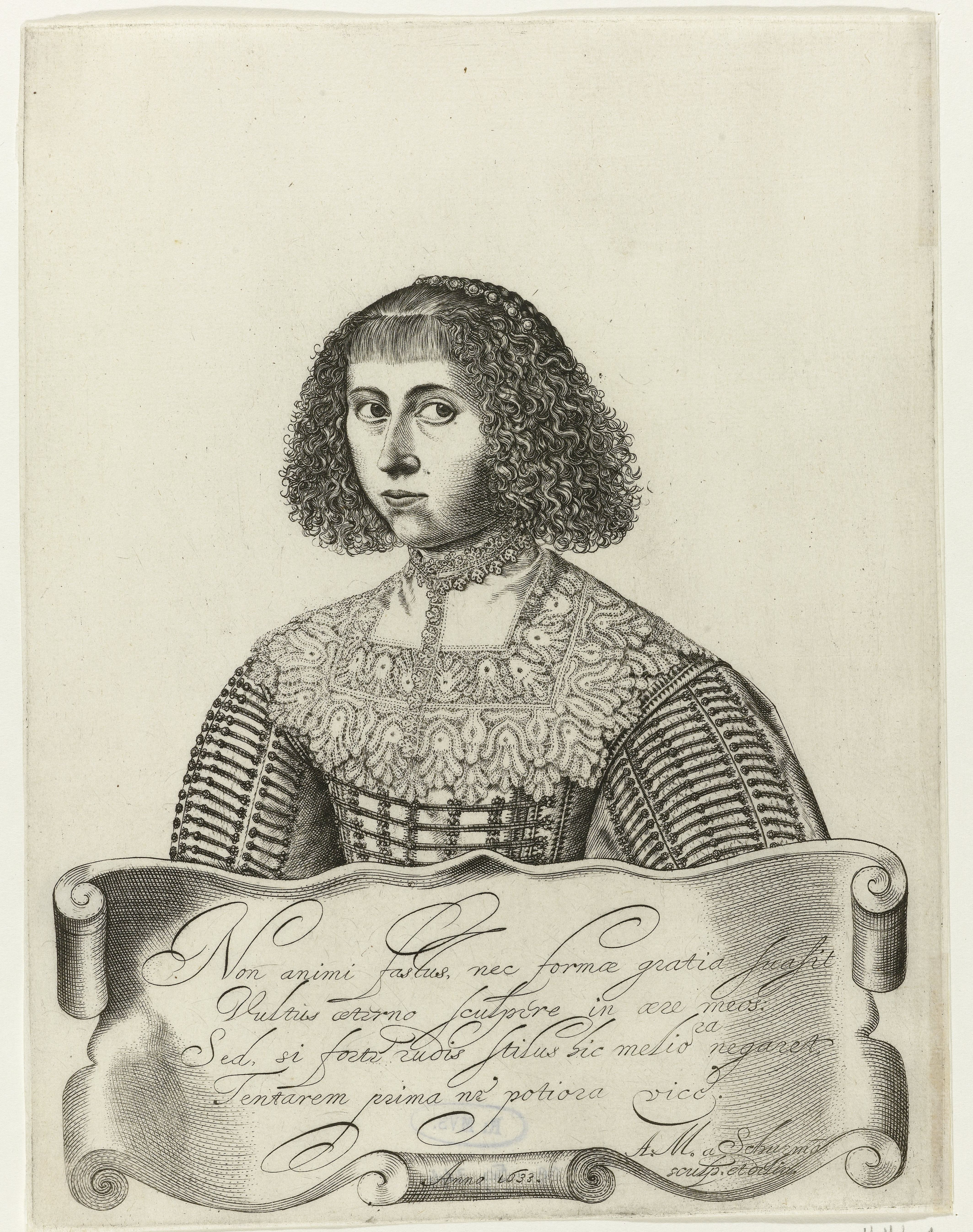
Anna Maria van Schurman, zelfportret (1633). In het bijgaande Latijnse gedicht "Non animi fastus.." verontschuldigt ze zich voor haar onderwerpskeuze:
(vertaling) Niet ijdelheid (trots) of schoonheid bracht me ertoe / Mijn gelaatstrekken te graveren in eeuwig koper: / Maar als mijn zeer ongeoefende stift beter werk nog niet aankan / Laat ik de eerste keer niet iets belangrijkers proberen.

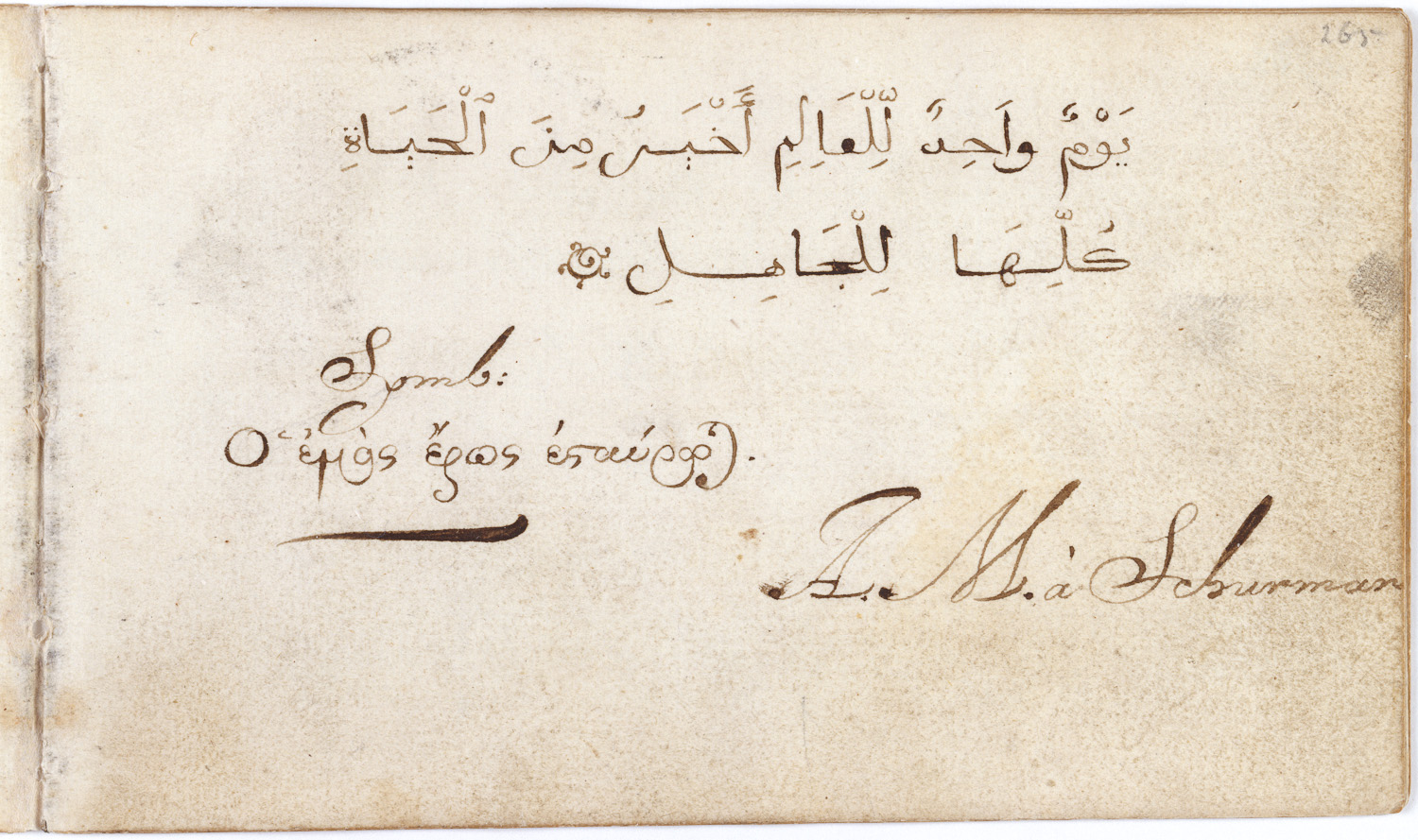
Handschrift van Van Schurman in het Album amicorum van Jacob Heyblocq. Een Arabische en een Griekse tekst met handtekening.

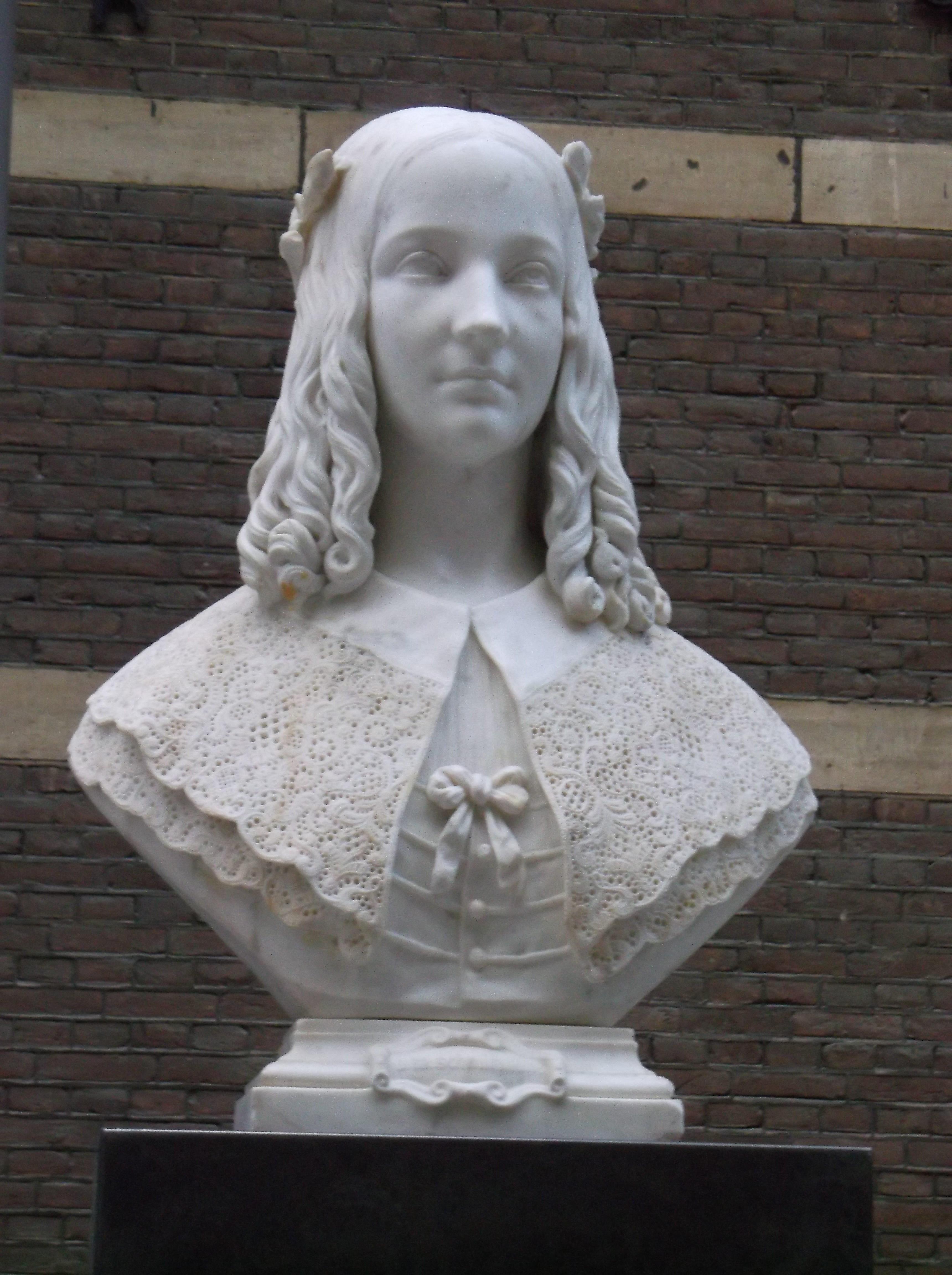
Van Schurman door Pierre Puyenbroeck in de Statenpassage, 1841.

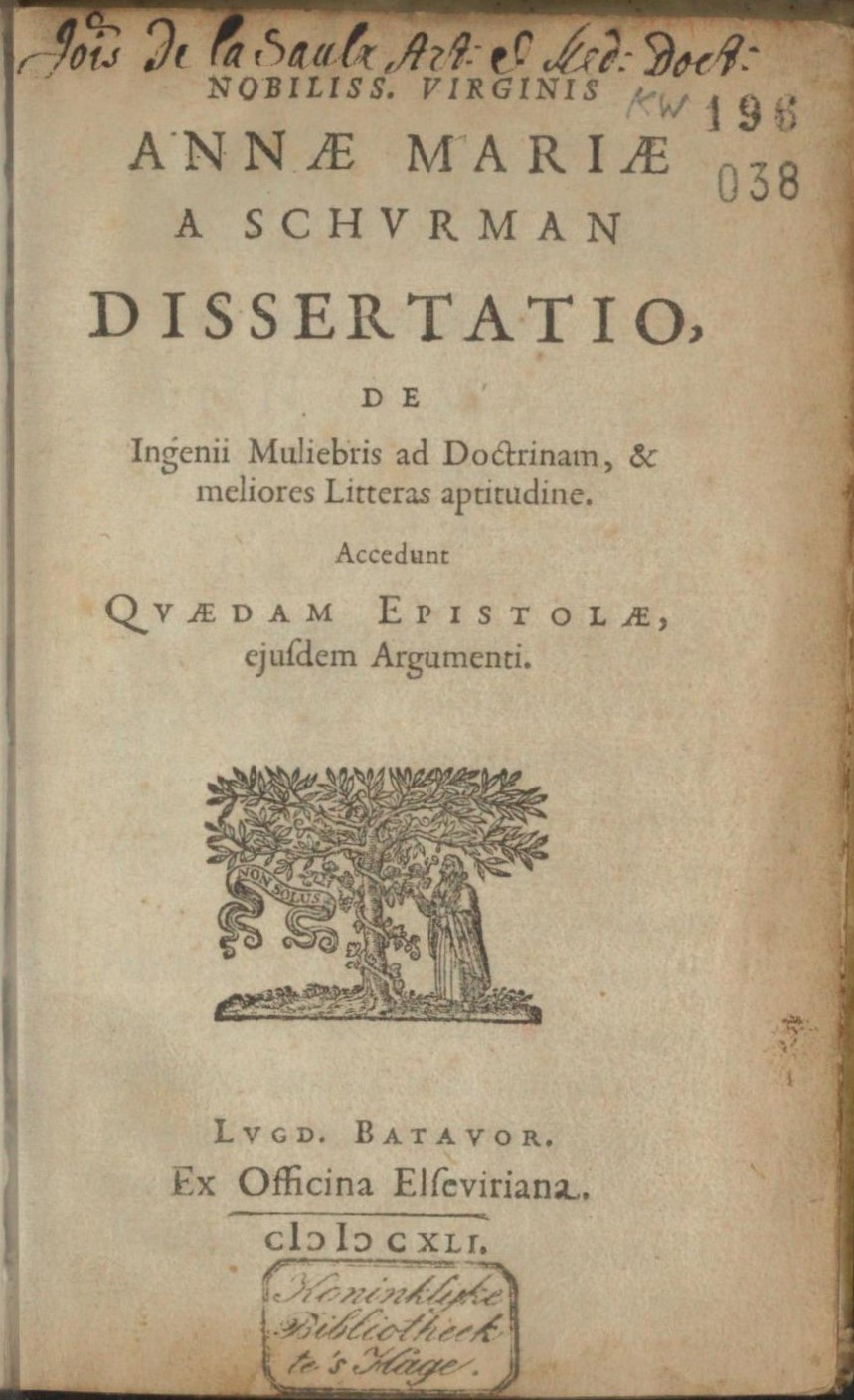
Anna Maria a Schurman: Dissertatio de Ingenii Muliebris ad Doctrinam, & meliores Litteras aptitudine. Accedunt quaedam epistolae, ejusdem Argumenti. (Verhandeling over de aanleg van de vrouw voor studie en geschiktheid voor de betere letteren, met brieven over hetzelfde onderwerp), Leiden, Elsevier, 1641

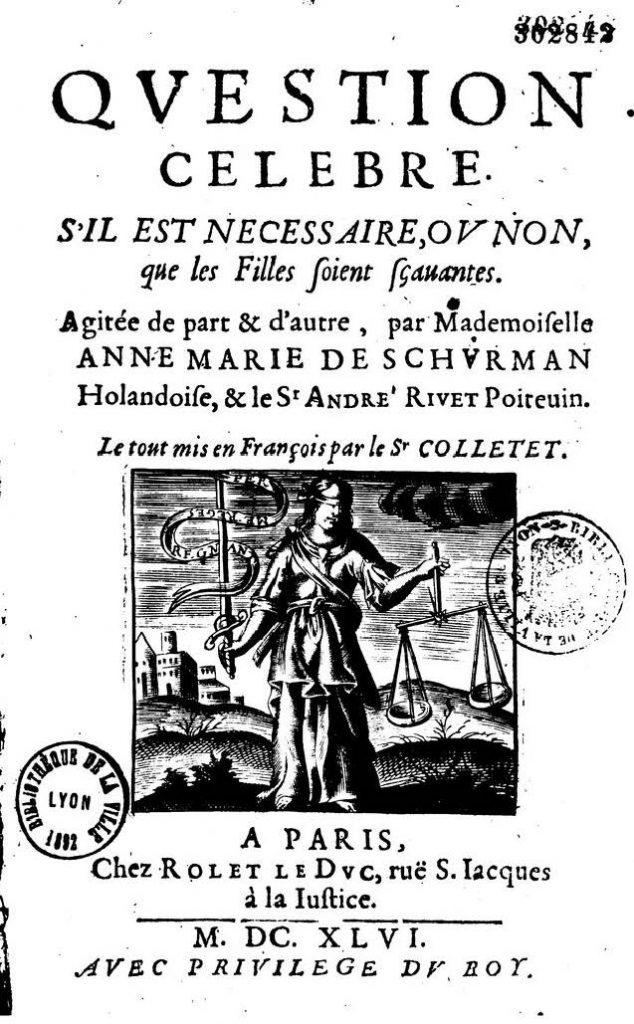
Anne Marie de Schurman: Question celebre. S'il est nécessaire, ou non, que les filles soient sçavantes, Paris, 1646. Franse vertaling.

Anna Maria van Schurman (Keulen, 5 november 1607 – Wieuwerd, 4, 5, of 14 mei 1678) was een humaniste, taalkundige, theologe, dichteres en kunstenares. Ze werd in 1636 als eerste vrouwelijke studente in Nederland aan de universiteit toegelaten (Utrecht). Ze correspondeerde met belangrijke geleerden van die tijd. Haar eruditie werd geroemd en er hingen portretten van haar in de Accademia dei Lincei in Rome en het koninklijke paleis in Stockholm.

## Biografie

### Jeugd en studie
Anna Maria van Schurman werd geboren als dochter van Frederik van Schurman en Eva von Harff de Dreiborn. Toen ze drie jaar oud was kon Van Schurman al lezen en op haar zesde maakte zij al heel fijne papierknipkunst. Het gezin verhuisde in 1613 naar Utrecht en daarna naar Friesland. Haar vader onderwees haar net als haar broers, vanaf haar elfde in het Latijn en later in het Grieks. Ze kon niet alleen goed leren, maar blonk ook uit in kunst. Ze leerde gravure-techniek bij Magdalena van de Passe, beheerste papierknipkunst, was waskunstenares en schilderde als eerste in Nederland pastelportretten. Ze werd erelid van het Sint-Lucasgilde van schilders in 1643.
Ze werd jong beroemd door haar eruditie en zelfstudie. Revius noemde haar in een gedicht in 1624. Ze was toen 17 en schreef een gedicht terug. Ze correspondeerde vervolgens met Heinsius (vanaf 1624) en Cats. Volgens stadsgenoot Buchelius stond Anna Maria van Schurman in 1633 bekend in de Republiek der Zeven Verenigde Nederlanden als de 'virginum eruditarum decus' (het juweel van de geleerde vrouwen).
In Utrecht werd ze in 1636 als eerste vrouw aan de universiteit toegelaten. Omdat vrouwen in die tijd niet aan een universiteit mochten studeren, volgde ze de colleges vanachter een gordijn, zodat de mannelijke studenten haar niet konden zien. Haar toelating was een initiatief van de Utrechtse hoogleraar  Voetius naar aanleiding van een door haar geschreven betoog in Latijn over de geschiktheid van de vrouwelijke geest voor de wetenschap en letteren. Bovendien werd zij als beste latiniste van de stad uitgenodigd om een gedicht te schrijven voor de net opgerichte universiteit ('Op het Sermoen').

### Taalkundige en theologe
Ze had interesse voor literatuur, medicijnen en allerlei wetenschappen, waaronder vooral theologie. Ze was humaniste. Ze schreef een aantal verhandelingen over theologie in het Latijn, die uitgegeven en heruitgegeven werden in Nederland, Duitsland en Frankrijk. Ook spande ze zich in voor onderwijs aan vrouwen. In 1638 had zij een verhandeling geschreven over het recht van vrouwen om een wetenschappelijke opleiding te volgen. Die verhandeling verscheen in 1641 in druk en had reacties uit heel Europa tot gevolg.
Ze correspondeerde met en kreeg bezoek van Jacob Cats, Anna Roemers Visscher, Gisbertus Voetius, Daniël Heinsius, Caspar Barlaeus, Constantijn Huygens, Utricia Ogle, Elisabeth van de Palts, René Descartes, Christina van Zweden, Claude Saumaise, Marie du Moulin, Johannes Smetius, Meletios Pantogalus (bisschop van Efeze) en Bathsua Makin.
Verder blonk zij uit in de studie van vreemde talen; zij beheerste Frans, Duits, Engels en bovendien Latijn, Grieks, Hebreeuws, Aramees, Ethiopisch, Arabisch, Perzisch en Syrisch. Met recht kan men haar een polyglot noemen. Ze kreeg ook teksten in het Chinees en Japans opgestuurd om te kopieren, hoewel zij die talen niet beheerste.

### Insectenkundige
Van Schurman had ook een belangstelling voor insecten. Een deel van haar verzameling is te zien in het Museum Martena te Franeker, de stad waar zij woonde van 1623 tot 1626.

### Labadiste
Van Schurman sloot zich in 1669 aan bij de door Jean de Labadie (1610-1674) gestichte mystieke sekte van labadisten en vertrok naar Amsterdam. Omdat deze sekte daar niet welkom was, vertrok de groep en kwam na omzwervingen in Altona (destijds Denemarken, thans Duitsland) terecht, waar Jean de Labadie in 1674 stierf. Hierna trokken de labadisten naar het Sticht Herford, waar Elisabeth van de Palts abdis was en naar Wieuwerd in Friesland. De labadisten betrokken een stins, Walta State, in het bezit van drie ongetrouwde dochters van Cornelis van Aerssen van Sommelsdijck, de gouverneur van Suriname, Anna, Maria en Lucia. Onder de labadisten was een aantal zeer getalenteerde mensen, zoals Maria Sibylla Merian en Hendrik van Deventer. De quaker William Penn bezocht de labadisten, evenals de Engelse filosoof John Locke. Van Schurman overleed hier op 70-jarige leeftijd.

## Publicatie en kunstwerken

### Publicaties
- 1638: Amica Dissertatio inter Annam Mariam Schurmanniam et Andr. Rivetum de capacitate ingenii muliebris ad scientias., Paris, s.n., 1638.
  - 1646 vertaling in het Frans: Question celèbre, s’il est necessaire ou non que les Filles soiens Sçavantes. Le tout mis en François par le Sr. Colletet, Paris: Rolet le Duc, 1646.
- 1639: De Vitae Termino, in: J. van Beverwijck, Epistolica quaestio de vitae termino, fatali an mobili? Cum doctorum responsis. Pars tertia, et ultima, nunc prima edita. Seorsim accedit [...] Annae Mariae a Schurman de eodem argumento epistola, totius disputationis terminus […]. Lugdunuo Batavorum: Johannes le Maire, uitgegeven te Leiden, 1639. Heruitgaven 1644 Rotterdam, 1664 Dordrecht. Vertaald in het Nederlands als "Paelsteen van den tijt onses levens," uitgegeven in Dordrecht, 1639, Amsterdam, 1639, Amsterdam 1647, Dordrecht 1651. Vertaald in het Duits, Der Marckstein vom Ziel und Zeit unseres Lebens (vertaald door S.W.Z.B). s.l., 1678. Vertaald in het Frans, Paris: Rebuffé, 1730
- 1640: Epistola theologica a Virgine Nobiliss. Anna Schurmanna ad Jac. Lydium [1640]; ook in: Dissertatio De Ingenii Muliebris ad Doctrinam et meliores Litteras aptitudine. Accedunt Quaedam Epistolae eiusdem Argumenti. Lugdunum Batavorum: Elzeviriana, 1641: 91 101. (Zie gedeeltelijk ook in dele Opuscula (e.g. Van Schurman 1652: 95-101)); deels vertaald in: J. Lydius, Vrolycke uren des doods. Dordrecht, 1640.
- 1642: Vraeghbrief, waerom de Heere Christus, daer hy ongeneselijcke Sieckten, soo met een Woordt, so met Aenraken genas, des Blindens oogen met Slick, en Speecksel gestreken heeft? in: J. van Beverwijck, Schat der ongesontheit. Aenhangsel van Brieven. Amsterdam: J. Schipper, 1642: 121-124. Part III. Aenhangsel van Brieven. Amsterdam: J. Schipper, 1680. Vertaald in het Frans, Paris: Rebuffé, 1730
- 1648: Opuscula, Elzevir, Leiden, 1648 (bevat werken van Van Schurman en correspondentie en gedichten van bevriende geleerden). Herdrukt in 1650, 1652 en 1749 en in Leipzig: Mich.Carol. Frid. Mvlleri, 1749.
- 1652: Dissertatio de ingenii muliebris ad doctrinam et meliores litteras aptitudine,  Utrecht, 1652 (betoog over recht van vrouw op studie). Tekstuitgave met Duitse vertaling: Dissertation....Abhandlung über d. Befähigung d. Geistes von Frauen f.d. Gelehrsamkeit u.d. höheren Wissenschaften. Zweisprachige Textausg. Hrsg., eingel., übers. u. komm. von Michael Spang. Würzburg 2009
  - 1659: The Learned Maid, or Whether a Maid may be a Scholar. A Logick Exercise, London: John Redmayne 1659
- 1652: Opuscula Hebraea, Graeca, Latina, Gallica, prosaica et metrica, Anna Maria van Schuurman, Utrecht 1652
- 1675:  Bedenckingen over de toekomste van Christi Koninkrijck. s.a. s.l. (Universiteit van Amsterdam). Ook in: Heylige Lof-sangen ter Eeren Gods, tot Heerlijkheid van Jesus Christus, en tot Vertroostinge en vreugde van syn Kerk. Uit het Frans Vertaalt door Anna Maria van Schurman. Amsterdam: Jacob van Velzen, 1675: 326-331. (Universiteit Utrecht). Ook in in: J. de Labadie, Heylige gesangen. Zijn achter bygevoegt de Bedenckingen van A.M. van Schurman over de Toekomste van Christi Coninkrijk. Amsterdam: Jacob van de Velde, 1683: 394-400. Heruitgegeven in: Mnemosyne xvi, Dordrecht: 1826, 3-13. Vertaald in het Duits, Wesel-Duisburg und Franckfurt: Andreas Luppius, 1699. Vertaald in het Frans, Amsterdam: 1669
- 1673: Eucleria, seu melioris partis electio, Tractatus brevem vitae ejus Delineationem exhibens. Altonae ad Albim: Cornelis van der Meulen, 1673 
  - 1684 vertaald in het Nederlands: Eucleria of Uitkiezing van het Beste Deel, Amsterdam: Jacob van Velde, 1684
- 1685: Eukleria seu Melioris Partis Electio. Pars secunda, historiam vitae ejus usque ad mortem persequem., Amstelodami: Jacob van de Velde, 1685
  - 1754: Continuatie van de Eucleria, Amsterdam, s.n., 1754
  - 1782: Eukleria seu melioris partis electio. Editio altera, correctior, et notulis aucta. Pars prior et posterior. Dessau: Societatis Typographicae, 1782
  - 1783: Vertaald in het Duits: Eukleria oder Erwählung des besten Theils. Zwei Theilen. Dessau und Leipzig: Verlagskasse für Gelehrte und Künstler, 1783
- 1675: Lofsangen Ter Eeren Gods, tot Heerlijkheid van Jesus Christu en tot Vertroostinge en Vreugde van sijn Kerk. Uit het Frans vertaalt door Anna Maria van Schurman, Amsterdam: Jacob van Velzen, 1675
- 1728: Geleerde Brieven van de Edele, Deugt- en Konstryke Juffrouw, Anna Maria van Schuurman; gewisselt met de Geleerde en Beroemde Heeren Samuel Rachelius, professor in de Rechten te Kiel en Johan van Beverwijck, Med. Doct. tot Dordrecht, Amsterdam: Johannes van Septeren, 1728 (i.a. Paelsteen)
- 1732: Uitbreiding over de drie eerste capittels van Genesis, Beneffens. Een vertoog van het geestelyk huwelyk van Christus met de gelovigen Beide in Zinrijke Digtmaat t’zamen gesteld, door wylen Juffer Anna Maria van Schuurman, Groningen: Jacob Sipkes, 1732.

#### Heruitgaven
Anna Maria van Schurman:
- S. van der Linde ed.: Eucleria, of uitkiezing van het beste deel [1684], reprografische herdruk, Leeuwarden 1978
- Continuatie van de Eucleria {Amsterdam, s.n., 1754}. Heruitgegeven Rotterdam: Lindenbergs boekhandel, 1980. Facsimile
- Pieta van Beek ed.: Verbastert Christendom. Nederlandse gedichten van Anna Maria van Schurman (1607-1678), Houten 1993
- Renée ter Haar, vert. uit Latijn: Verhandeling over de aanleg van vrouwen voor de wetenschap (Groningen 1996), origineel 1641
- Joyce Irwin, ed. and transl.: Whether a Christian Woman Should Be Educated and Other Writing from Her Intellectual Circle, Chicago 1998
- Constant Venesoen, ed.: Anne Marie de Schurman, femme savante, 1607-1678: correspondance, Parijs 2004
- Michael Spang, ed. :Dissertatio de ingenii muliebris ad doctrinam et meliores litteras aptitudine. Abhandlung über d. Befähigung d. Geistes von Frauen f.d. Gelehrsamkeit u.d. höheren Wissenschaften. Zweisprachige Textausg. Hrsg., eingel., übers. u. komm. von Michael Spang. Würzburg 2009

## Kunstwerken

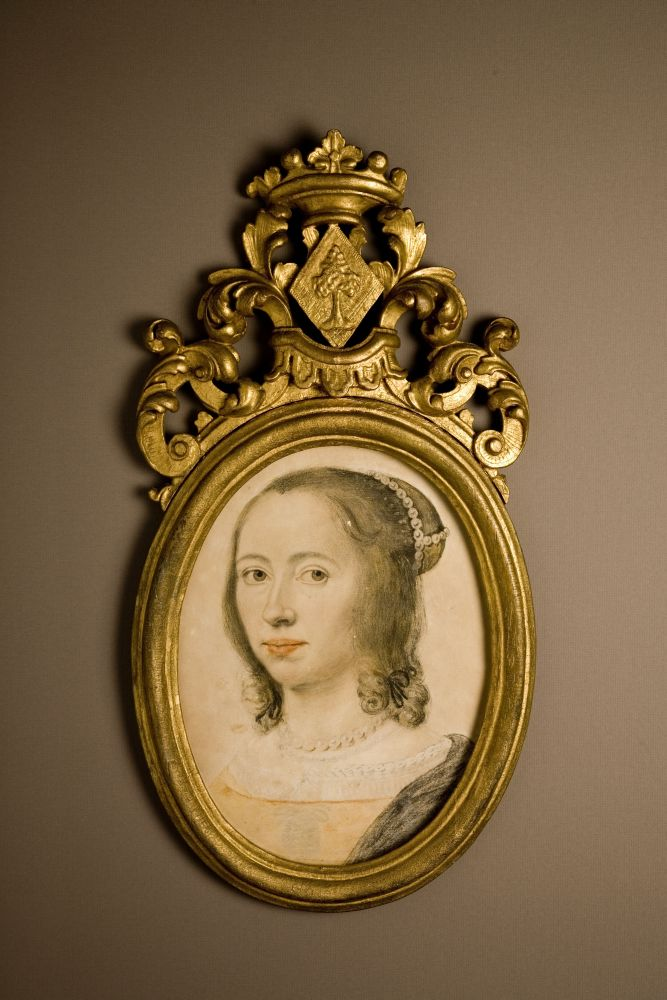
Zelfportret in pastel (1640)
(Museum Martena)

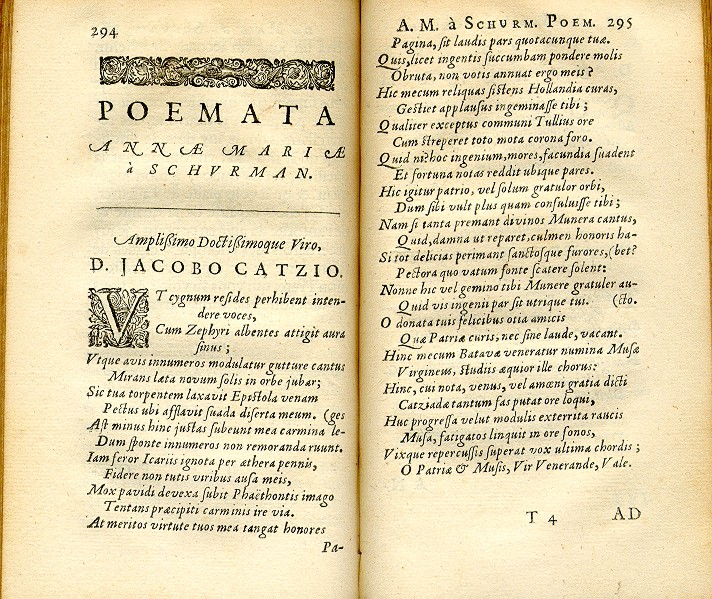
Gedicht voor Jacob Cats uit Opuscula Hebraea, Graeca, Latina, Gallica, Prosaica et Metrica, 1652.

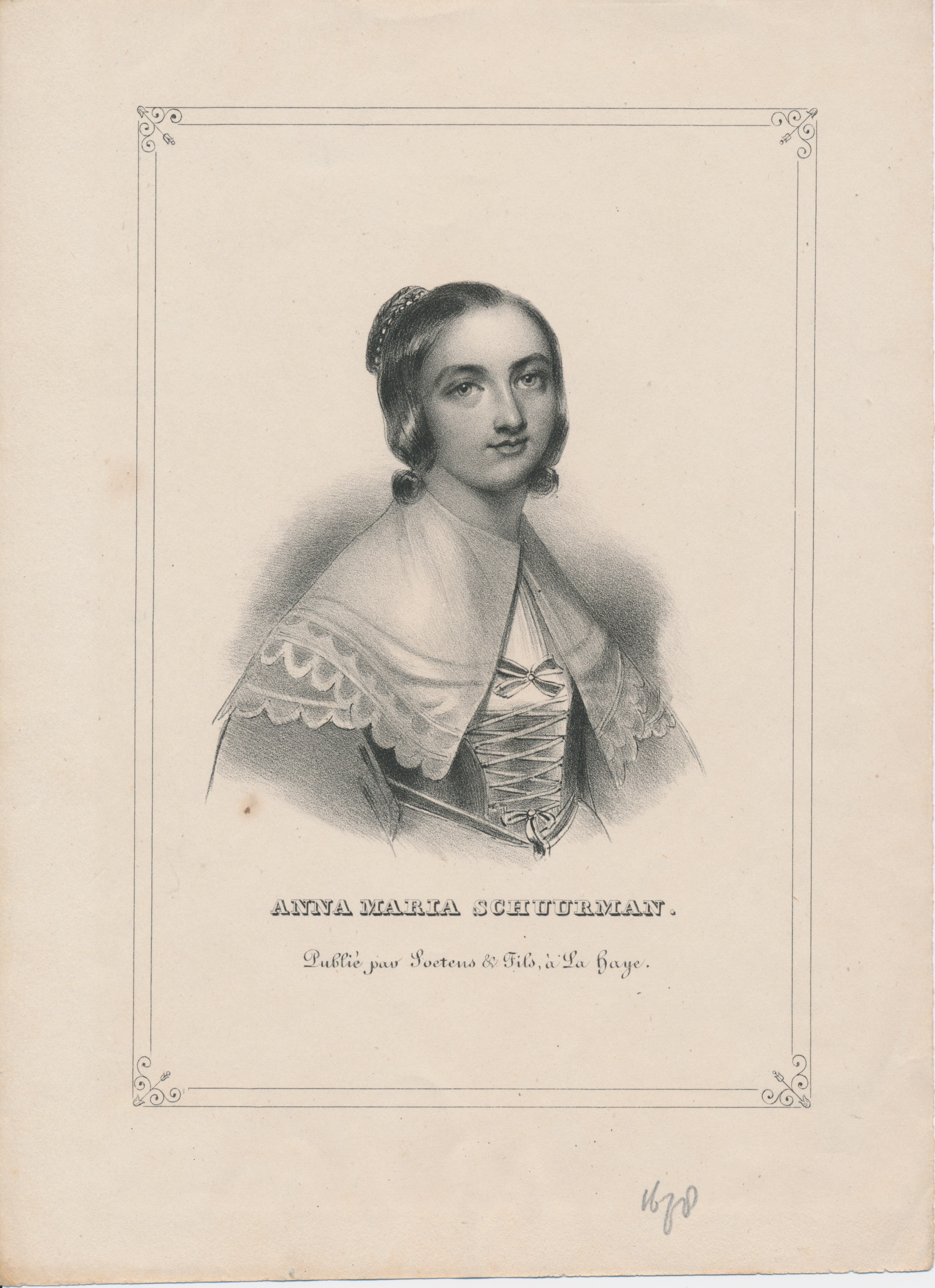
Onbekende kunstenaar: Anna Maria Schuurman omstreeks 1830-1845, gravure, Den Haag.

### Zelfportretten
- tekening met pastelkrijt, gesigneerd en gedateerd aan achterzijde, 29 juni 1640 (Museum Martena, Franeker).
- kopergravure, 1640
- gravure, 1640 (National Museum of Women in the Arts, Washington)
- ets en gravure, 1640 (Rijksmuseum Amsterdam)
- houtsnede met lauwerkrans in palmhout, circa 1630 (Museum Martena, Franeker).
- met sluier (Museum Martena, Franeker).
- potloodtekening (Leids Prentenkabinet), rond 1633.
- potloodtekening (Museum Martena, Franeker), rond 1633.
- potloodtekening (Leids Prentenkabinet), rond 1640.

### Portretten van haar ouders
- vader: Frederik van Schurman de Oude, potloodtekening (Museum Martena, Franeker).
- moeder Eva Schurman-von Harff, potloodtekening (Museum Martena, Franeker), rond 1630.

### Overig
- Portret van een niet geïdentificeerd meisje, potloodtekening (Museum Martena, Franeker), rond 1630.
- Vermoedelijk portret van Johan Gotschalk van Schurman, potloodtekening (Museum Martena, Franeker), rond 1650.
- Labyrint knipwerk met een gedicht (Museum Martena, Franeker).
- Portretten van Utrechtse hoogleraren G. Voetius, M. Schotanus en C. Dematius, gekleurd krijt op wit papier (Centraal Museum Utrecht).
- Gravure van Delftse arts Regnerus of Reinier de Graaf (Centraal Museum Utrecht).
- Opschriften "Ongedwongen Best", "Welkomst der Vrinde" en monogram "A.M.S." op deksel en kelk van glazen bokaal op balustervormige voet (ooit in Centraal Museum Utrecht, nu waarsch. in privé-collectie).

## Gedicht
Voor Jacob Cats

Ut cygnum resides perhibent intendere voces,

Cum Zephyri albentes attigit aura sinus;

Utque avis innumeros modulare gutture cantus

Mirans laeta novum solis in orbe jubar;

Sic tua torpentem laxavit Epistola venam

Pectus ubi afflavit suada diserta meum......(verder tot en met regel 40)
— Anna Maria van Schurman: Opuscula Hebraea, Graeca, Latina, Gallica, Prosaica et Metrica p. 294, 1652

Vertaling

Zoals een zwaan zijn anders zo zeldzame lied zou beginnen

als de zachte westenwind zijn witte verenkleed streelt

en zoals een vogel met zijn keel talloze liederen zingt,

wanneer hij vrolijk de stralen van de rijzende zon ziet,

Zo ontspande je brief een verstijfde ader,

toen hij mijn hart welsprekend bemoedigde......
— 

## Vernoemd
- Luidklok - Op 18 september 2010 werd er in Utrecht een luidklok gegoten die de naam Anna Maria meekreeg, genoemd naar deze eerste vrouwelijke student aan de Universiteit Utrecht. De klok werd opgehangen in het torentje op het Academiegebouw en werd geschonken door het Utrechts Klokkenluiders Gilde aan de Universiteit ten gunste van het 75e lustrum in 2011.
- Het museum Martena in Franeker heeft een zaal naar haar genoemd, de Anna Maria van Schurmanzaal. In de zaal zijn kunstwerken van haar hand te zien en voorwerpen uit haar leven.
- In Franeker is de middelbare school, CSG Anna Maria van Schurman, naar haar vernoemd.
- In Franeker is een Anna Maria van Schurmansingel.
- In Bilthoven is een Anna Maria van Schurmanlaan.
- In Utrecht is een Anna Maria van Schurmanstraat.
- In Amersfoort is een Anna Maria van Schuurmanlaan (met dubbel u).
- In Rijen is een Anna Maria van Schurmanstraat.